# NGC 76
NGC 76 (również PGC 1267 lub UGC 185) – galaktyka soczewkowata znajdująca się w gwiazdozbiorze Andromedy. Odkrył ją Guillaume Bigourdan 22 września 1884. W jej pobliżu widoczna jest mniejsza galaktyka PGC 1266, jednak nie wiadomo, czy istnieje między nimi jakiś związek fizyczny.